# 브루스 데이비슨
브루스 데이비슨(Bruce Davison, 1946년 6월 28일 ~ )은 미국의 배우이다.

## 출연 작품

### 영화
- 윌러드 (1971)
- 오랜 친구 (1989)
- 숏 컷 (1993)
- 굿바이 마이 프랜드 (1995)
- 폴리 (1998)
- 죽음보다 무서운 비밀 (1998)
- 엑스맨 (2000)
  - 엑스맨 2 (2003)
- 다머 (2002)

### 텔레비전
- 오자크 (2022)